# Евгений Вюртембергский (1846—1877)
Вильгельм Евгений Август Георг Вюртембергский (нем. Wilhelm Eugen August Georg von Württemberg; 20 августа 1846, Бюккебург — 27 января 1877, Дюссельдорф) — герцог Вюртемберга.

## Биография

### Семья
Евгений родился в семье герцога Евгения Эрдмана Вюртембергского и его жены, принцессы Матильды Шаумбург-Липпской. Родителями его отца были Евгений Вюртембергский и Матильда Вальдек-Пирмонтская. Со стороны матери он был внуком Георга Шаумбург-Липпского и Иды Вальдек-Пирмонтской.

### Военная карьера
В 1866 году он стал лейтенантом в армии Вюртемберга и принял активное участие в Австро-прусской войне.
После войны он оставил военную службу для продолжения учёбы. Евгений стал жить в Париже вместе с дядей, герцогом Вильгельмом Вюртембергским. С июля 1868 по январь 1869 года Евгений путешествовал по США.
Во время Франко-прусской войны 1870—1871 годов он воевал в звании лейтенанта. В 1871 году он стал капитаном. В 1874 году он стал майором, а в 1876 году — штаб-офицером. В декабре 1876 года в качестве командира эскадрона Евгений был переведён во 2-й Вестфальский гусарский полк в Дюссельдорфе.

### Брак
8 мая 1874 года Евгений женился на Великой княжне Вере Константиновне, дочери Великого князя Константина Николаевича и Александры Иосифовны, урождённой принцессы Саксен-Альтенбургской. Супруги имели троих детей:
- Карл Евгений Вюртембергский (8 апреля 1875 — 11 ноября 1875), умер во младенчестве
- Эльза (1876—1936), супруга князя Альбрехта Шаумбург-Липпского (1869—1942), 4 детей
- Ольга (1876—1932), супруга князя Максимилиана Шаумбург-Липпского (1871—1904), 3 детей

### Смерть
Евгений скончался в возрасте 30 лет. По официальным сообщениям, он умер после падения с лошади, но в действительности он был убит на дуэли. Он был похоронен в церкви замка в Штутгарте.